# 杜布羅夫尼克
杜布羅夫尼克（發音：[dǔbroːʋniːk] ⓘ），古稱拉古薩（發音：[raˈɡuːza] ⓘ），克羅地亞南部港市，此城面臨著義大利半島的東岸，位於杜布羅夫尼克地峽之末端，以風景優美聞名，是熱門的度假勝地，有「亞得里亞海之珠」的美稱。人口在1991年為49,728人；而在2001年人口則減少為43,700人。在2001年的人口普查中，絕大多數人（88.39%）自稱為克羅地亞人。
杜布羅夫尼克的發展是建基於海岸貿易，在中世紀時，它是拉古薩共和國的所在地，在當時亞德里亞海中唯一能與威尼斯匹敵的城邦。這城市憑藉它的財富及外交手段，在15及16世紀時的發展已經達到一定的水準。這城市也是克羅地亞語言及文學的中心之一，是不少詩人、劇作家、數學家、物理學家及其它學者的居所。

## 名稱
杜布羅夫尼克的克罗地亚語名字Dubrovnik是從斯拉夫語的「dubrava」（意為森林）所衍生出來的。在達爾馬提亞語、意大利語、拉丁語舊稱皆為「拉古薩」（Ragusa）。
此城斯拉夫名字來源則是從該古城附近的斯拉夫部族dubrons而來。他們在11世紀末居住在拉古扎城北山上的橡樹林之中；他們受到其他部落的攻伐，於是向拉古薩共和國尋求庇護，並安置在城邊緣的安置區內。自此，該區難民以自己部族名字來稱呼收容他們的城市，Dubrovnik因而得名。
Dubrovnik這名字不為拉古薩共和國採用，在該國約千年的歷史中，在大部份的文件上皆用其拉丁語名字拉古薩代表該城市；共和國從建國起到1814年因為奧地利的入侵被滅，但即使在被滅後，仍然有一段時間使用該名字來代表該城。

## 歷史

### 上古時代
拉古薩最初由古羅馬人興建。

### 12至19世紀
杜布羅夫尼克改由兩個小聚落所組成的，一個在石上興建，在拉丁語中稱為Laus的地方，位於現址的南方；它曾經收容從Epidaurum而來的希臘及拉丁裔難民；另外一個則稱為Dubrava，是一個斯拉夫人的聚居地，位於Srđ山麓。
在兩城鎮之間，原本是一片濕地，在12世紀之中則被填平，把兩城鎮連在一起，成為兩鎮之間的廣場（今稱為Placa或Stradun）。該廣場則在1468年正式鋪設，並在1667年地震後重建。這城市有城牆保護，其兩個港口則建在地峽的兩端。
從第7世紀開始，該市受到拜占庭帝國的保護。在十字軍東征後，它則成為威尼斯的屬地；在1358年的Zadar和約後，它成為匈牙利王國的一部份。雖然經過很多勢力的統治、但這裡一直被當作交易港來使用。
在14世紀開始直至1808年，杜布羅夫尼克成為一自由邦，稱為「拉古薩共和國」（拉丁語為 Respublica Ragusina，又稱為杜布羅夫尼克共和國）。該國的國力在15至16世紀時達致高峯，當時它的國力可以與威尼斯及其他意大利海岸國家匹敵。
杜布羅夫尼克早在1272年已經擁有自己的法典，與當時其他的法典相近，包括羅馬的慣律及當地的傳統。那法典也包括城市規劃及傳染病隔離的準則。與其他鄰近地區比較，杜布羅夫尼克的法制及規劃是相對先進的，其中以下的例子最為突出：
- - 在1301年引入醫療服務
- - 在1317年已有第一所的藥房，至今仍如常運作
- - 在1347年開設老人收容所
- - 在1377年開設傳染病隔離醫院（拉丁語為Lazarete）
- - 在1418年廢除奴隸貿易
- - 在1432年開設孤兒院
- - 在1436年建设20公里長的供水系統

杜布羅夫尼克是由貴族統治，統治機構為兩市的議會（Vijeće）。這樣的統治維持森嚴階級制度，可它也廢除奴隸制及高度尊重自由的。這城市更在威尼斯及鄂圖曼帝國的覬覦下仍然能維持其獨立的狀態。
拉古薩共和國的經濟實力，是由她所發展的地，以及更主要的海外貿易來鞏固的。
杜布羅夫尼克於18-19世紀後属於奧地利帝國及奧匈帝國。

### 第二次世界大戰
1941年4月南斯拉夫被德國、義大利、匈牙利及保加利亞等軸心國佔領肢解，杜布羅夫尼克劃為納粹德國及義大利王國的傀儡政權克羅地亞獨立國一部份，而杜布羅夫尼克亦為義大利在達尔馬提亞的勢力範圍之內。

### 南斯拉夫內戰

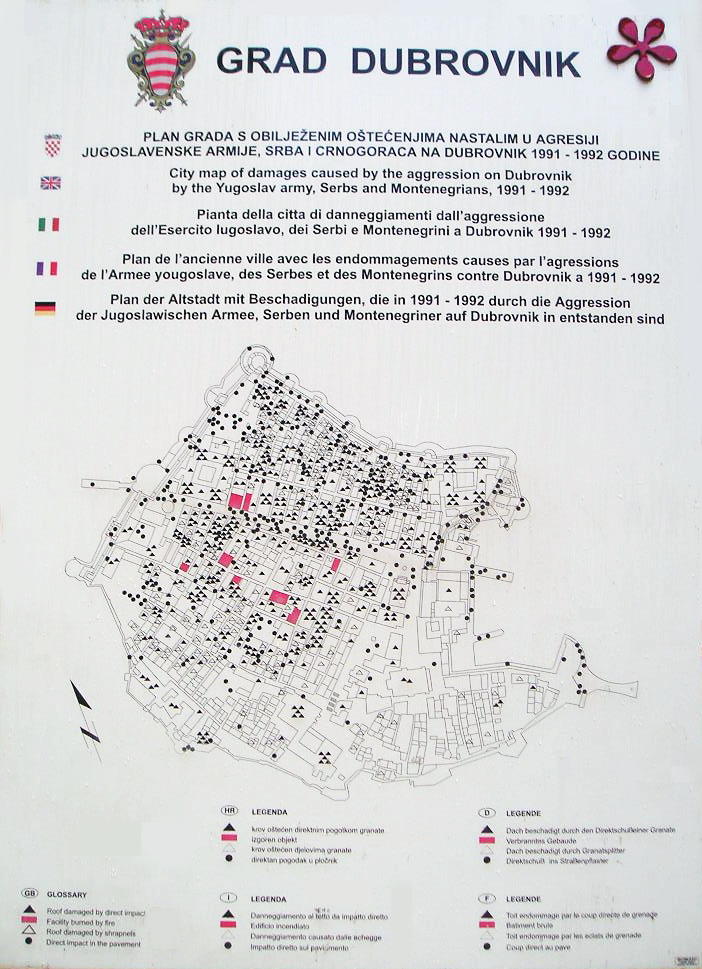
杜布羅夫尼克在1991至1992年被轟炸及遭破壞的地方

杜布羅夫尼克原是克羅地亞社會主義共和國的一部分，在1990年各南斯拉夫的社會主義共和國宣告獨立，而克羅地亞社會主義共和國也更名為克羅地亞共和國。
杜布羅夫尼克古城區在1970年代裁減武備，目的是防止它再受到戰火的偒害。但在1991年，克羅地亞共和國宣佈獨立後，在塞爾維亞的殘餘部隊南斯拉夫人民軍對該市發動进攻。
在1991年10月1日，杜布羅夫尼克受到南斯拉夫人民军的圍困，並持續七個月之久；15日，在南斯拉夫人民军的扶植下，杜布罗夫尼克共和国成立。在12月6日受到最嚴重的砲擊，有19人死亡及60人受傷。在圍城一役中，共有死者114人，包括著名詩人Milan Milisić。在1992年5月，克羅地亞軍夺取該城及其周邊地区，但南斯拉夫人民军在此后的3年里还有零星的襲擊。
在戰爭結束後，飽受砲轟的古城區依據聯合國教育、科學及文化組織的指引去修復。而在城門則有一個有關其受損程度的圖表；而在這次攻擊中的JNA軍官及將士皆成為前南斯拉夫戰犯之列。
在聯合國事務專員的最終專家報告中有述：
——"Due to the ideal observation capacity that the JNA enjoyed through its command of the high ground, the air, and the sea, it seems clear that (at best) the JNA was indifferent to the civilian casualties it caused or (at worst) it deliberately and systematically targeted civilians and civilian objects throughout this period."
中譯：
——「鑑於JNA在海陸空三方的肆意攻擊，結論為JNA明顯地罔顧市民的性命安危，也不排除JNA在該段時間故意及有系統地攻擊市民及民間的財產的可能性」

## 氣候
杜布羅夫尼克地區擁有典型的地中海氣候，包括溫和、潮濕的冬天及炎熱、乾燥的夏天。

### 氣溫
- 年平均氣溫=16.4 °C（61.5 °F）
- 最冷月平均氣溫=9 °C（48.2 °F）
- 最熱月平均氣溫=24.9 °C（76.8 °F）

海水溫度
- 五月至九月平均為 17.9 °C - 23.8 °C（64.2 °F - 74.8 °F）

海水含鹽量
- 約千分之38

降雨量
- 每年平均：1,020.8 mm
- 每年平均降雨日數：109.2

日照時數
- 每年平均為 2629 小時
- 每日平均為：7.2 小時

| 杜布羅夫尼克                                                              | 杜布羅夫尼克 | 杜布羅夫尼克 | 杜布羅夫尼克 | 杜布羅夫尼克 | 杜布羅夫尼克 | 杜布羅夫尼克 | 杜布羅夫尼克 | 杜布羅夫尼克 | 杜布羅夫尼克 | 杜布羅夫尼克 | 杜布羅夫尼克 | 杜布羅夫尼克 | 杜布羅夫尼克 |
| 月份                                                                      | 1月          | 2月          | 3月          | 4月          | 5月          | 6月          | 7月          | 8月          | 9月          | 10月         | 11月         | 12月         | 全年         |
| ------------------------------------------------------------------------- | ------------ | ------------ | ------------ | ------------ | ------------ | ------------ | ------------ | ------------ | ------------ | ------------ | ------------ | ------------ | ------------ |
| 平均高温 °C（°F）                                                         | 12 (54)      | 12 (54)      | 14 (57)      | 17 (63)      | 21 (70)      | 25 (77)      | 28 (82)      | 28 (82)      | 25 (77)      | 21 (70)      | 17 (63)      | 13 (55)      | 20 (68)      |
| 平均低温 °C（°F）                                                         | 6 (43)       | 6 (43)       | 8 (46)       | 11 (52)      | 15 (59)      | 19 (66)      | 21 (70)      | 21 (70)      | 18 (64)      | 14 (57)      | 10 (50)      | 7 (45)       | 13 (55)      |
| 平均降水量 mm（）                                                         | 147 (5.8)    | 113 (4.4)    | 102 (4.0)    | 92 (3.6)     | 79 (3.1)     | 60 (2.4)     | 24 (0.9)     | 38 (1.5)     | 97 (3.8)     | 156 (6.1)    | 213 (8.4)    | 180 (7.1)    | 1,301 (51.2) |
| 平均降水天数                                                              | 11           | 11           | 9            | 8            | 8            | 4            | 3            | 3            | 6            | 9            | 13           | 13           | 98           |
| 月均日照時數                                                              | 127.1        | 130.0        | 167.4        | 201.0        | 263.5        | 306.0        | 353.4        | 334.8        | 261.0        | 213.9        | 117.0        | 99.2         | 2,574.3      |
| 来源：http://www.wetter.de/klima/europa/kroatien/dubrovnik-s99000122.html |              |              |              |              |              |              |              |              |              |              |              |              |              |

## 人口統計
- 在1991年人口為49,728人，到2001年下降至43,770人。在2001年調查所得，城內大約有88.39%人口是克羅地亞人。
- 據2011年普查，杜布羅夫尼克總人口為42,615人。
- 然而到了2011年夏天，僅僅戰爭後20年，老城內的人口就減少至剩下1000人，且大多數是老人。

## 經濟

### 特產
這裡盛行各種農業、流通著大量的農作物跟農產品。

## 交通

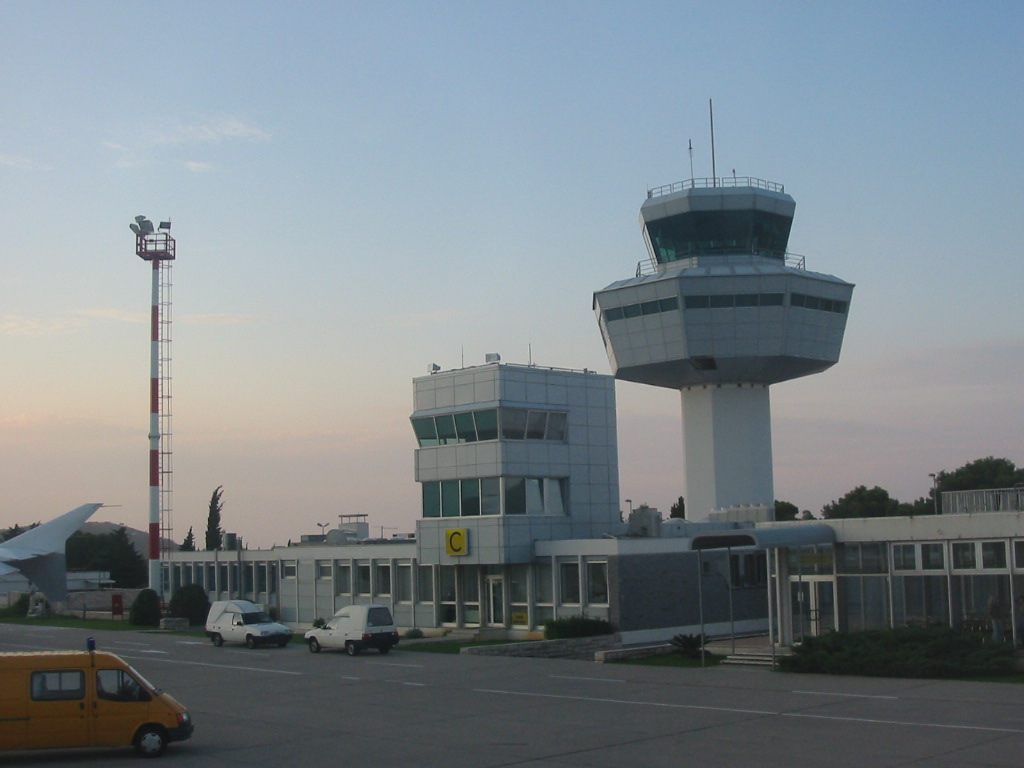
杜布羅夫尼克機場

杜布羅夫尼克有一個自己的國際機場，大約距市中心20公里，並由公共汽車所連接。從黎明至午夜頻繁服務的本地公共汽車網絡連接著杜布羅夫尼克和鄰近地區。

### 鐵路
杜布羅夫尼克並沒有與克羅地亞其他重要的城市相連接。直至1975年，杜布羅夫尼克與莫斯塔爾和薩拉熱窩由一條在奧匈時期所興建的窄軌鐵路（760毫米）所連接。

### 航空
有通往克羅地亞國內主要城市的航班，包括克羅地亞首都薩格勒布。

## 影視

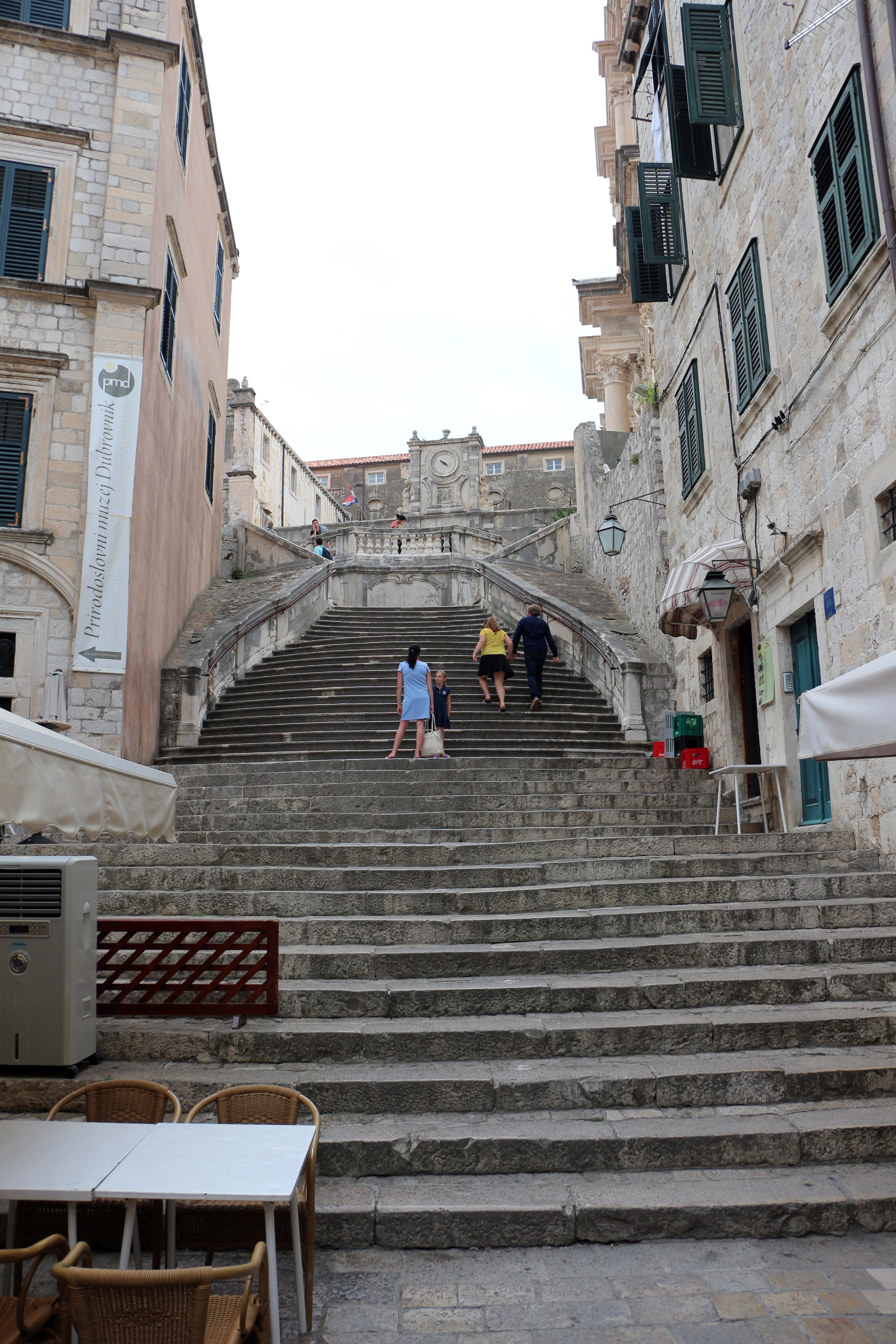
《權力的遊戲》劇中瑟曦·兰尼斯特太后被遊街處

杜布羅夫尼克因為城牆保留完整，美國知名影集、HBO的《權力的遊戲》選擇在此處取景，劇中的君臨城（king's landing）以及許多在南方的場景即是在此處拍攝。在《星球大战8：最后的绝地武士》中，杜布羅夫尼克为Canto Bight的取景地。

## 友好城市
| - 義大利拉文納（自1967年） - 武科瓦爾（自1993年） - 奥地利格拉茨（自1994年） | - 瑞典赫爾辛堡（自1996年） - 義大利拉古薩（自2000年） - 波斯尼亞與赫塞哥維納薩拉熱窩（自2007年） | - 美国蒙特雷（自2007年） - 法國吕埃-马尔迈松（自2011年） - 中国三亚（自2013年） |

## 註解
1. ↑  . Zagreb: Croatian Bureau of Statistics. 2012-12.
2. ↑  . Croatia Week. March 8, 2016  [March 8, 2016]. （原始内容存档于2016-03-10）.
3. ↑  Harris, David. . Dork Side of the Force. March 26, 2016  [March 26, 2016]. （原始内容存档于April 5, 2016）.
4. ↑  . 新华网. 2016-03-04  [2018-01-13]. （原始内容存档于2016-03-05）.

## 延伸阅读
- Harris, Robin. Dubrovnik, A History. London: Saqi Books, 2003. ISBN 0-86356-332-5

## 外部連結
- 官方网站
- UNESCO World Heritage Centre: Old City of Dubrovnik
- Encyclopædia Britannica.com: Dubrovnik （页面存档备份，存于）
- .  22 (第11版). London: 816–817. 1911.
- Youtube.com: Dubrovnik — digital video reconstruction （页面存档备份，存于） — by GRAIL at Washington University.
- 维基词典中的词条「杜布羅夫尼克」
- 维基导游上有關杜布羅夫尼克的旅行指南